# Autoroute 31 (Québec)
L'autoroute 31 (A-31) est une autoroute interurbaine québécoise desservant la région de Lanaudière. Elle sert de lien entre l'A-40 (sortie 122) et le centre-ville de Joliette. Elle a une longueur de 14 km et chevauche la route 131 sur cette distance. Elle a été nommée en l'honneur d'Antonio Barrette, premier ministre du Québec en 1960, et originaire de Joliette. Elle fut mise en service en totalité en 1966. Le débit journalier moyen annuel (DJMA) de l'autoroute se situe entre 23 000 et 25 000 véhicules en 2018.
L'échangeur avec l'A-40, construit à l'époque où l'autoroute était payante, a une configuration particulière. Tout d'abord, la bretelle de sortie de l'A-40 ouest en direction de l'A-31 se mêle au réseau routier local. Cette bretelle, ainsi que la bretelle d'accès à l'A-40 est depuis la R-131 ont été configurées de façon que les usagers les empruntant passent au poste de péage. Celui-ci était situé sur l'A-40 entre ces bretelles et le viaduc de la R-131.
Elle possède un échangeur autoroutier complet avec la Route 158 à Joliette.
Les véhicules agricoles peuvent circuler entre le début de l'autoroute et la sortie 2 pour traverser l'autoroute 40. Grâce à un système de transpondeur mis en service en 2010, les véhicules de ferme qui approchent ou quittent l'autoroute modifient automatiquement les panneaux d'affichage électroniques de limite de vitesse, faisant passer la vitesse maximale et minimale de 100 km/h et 60 km/h à 80 km/h et 30 km/h respectivement.

## Liste des sorties
| MRC                                       | Municipalité | km    | Sortie | Destinations                                                                                       | Notes |
| ----------------------------------------- | ------------ | ----- | ------ | -------------------------------------------------------------------------------------------------- | --- |
| D'Autray                                  | Lavaltrie    | 0,00  | —      | R-131 sud – Lavaltrie                                                                              | Terminus sud du multiplex avec la R-131                                                                                               |
| D'Autray                                  | Lavaltrie    | 0,00  | 1      | A-40 / Rang Saint-François – Montréal, Québec                                                      | Rang Saint-François indiqué en direction nord seulement                                                                               |
| D'Autray                                  | Lavaltrie    | 1,60  | 2      | Rang Saint-Henri / Rang du Point-du-Jour                                                           | |
| Joliette                                  | Saint-Thomas | 7,30  | 7      | Saint-Thomas, Saint-Paul                                                                           | |
| Joliette                                  | Saint-Thomas | 11,90 | 12     | Rue Ernest-Harnois / Rue Nazaire-Laurin                                                            | Direction nord seulement |
| Joliette                                  | Joliette     | 13,40 | 14     | R-131 nord / R-158 – Notre-Dame-des-Prairies, Saint-Michel-des-Saints, Berthierville, Saint-Jérôme | Berthierville indiqué en direction sud seulement; terminus nord du multiplex avec la R-131; indiqué sortie 14-E (est) et 14-O (ouest) |
| Joliette                                  | Joliette     | 14,00 | —      | Boulevard Dollard / Rue Calixa-Lavalleé / Rue Joseph-Arthur – Joliette (Centre-Ville)              | Rond-point |
| - Terminus de multiplex - Accès incomplet |              |       |        | | |